# NGC 4247
NGC 4247 ist eine Balken-Spiralgalaxie vom Hubble-Typ SBab/P im Sternbild Jungfrau auf der Ekliptik. Sie ist schätzungsweise 168 Millionen Lichtjahre von der Milchstraße entfernt und hat einen Durchmesser von etwa 40.000 Lichtjahren. Die Galaxie ist unter der Katalognummer VCC 265 als Mitglied des Virgo-Galaxienhaufens gelistet. Gemeinsam mit NGC 4235 und NGC 4246 bildet sie das Galaxientrio Holm 359. 

Im selben Himmelsareal befinden sich u. a. die Galaxien NGC 4223, NGC 4224, NGC 4233, NGC 4241.
Das Objekt wurde am 25. Februar 1868 von George Searle entdeckt.